# Tony Snell
Tony Rena Snell, Jr. (* 10. November 1991 in Los Angeles, Kalifornien) ist ein US-amerikanischer Basketballspieler, der derzeit in der National Basketball Association (NBA) für die New Orleans Pelicans spielt.

## Profikarriere
Snell wurde in der NBA-Draft 2013 an 20. Stelle von den Chicago Bulls ausgewählt. Am 10. Juli 2013 unterschrieb er einen Vertrag bei den Chicago Bulls. Seine ersten Auftritte als Bulls-Spieler hatte Snell in der NBA Summer League 2013 in Las Vegas und erzielte dort einen Durchschnitt von 11,8 Punkte, 2.2 Assists sowie 6.6 Rebounds in 5 Spielen. In seiner ersten Saison bei den Bulls kam Snell in 77 Spielen zum Einsatz und erzielte bei rund 16 Minuten Spielzeit 4,5 Punkte und 1,6 Rebounds pro Spiel.
Nach drei Spielzeiten mit den Bulls wechselte er im Sommer 2016 im Tausch gegen Michael Carter-Williams zu den Milwaukee Bucks. Am 20. Juni 2019 wurde er von den Bucks zu den Detroit Pistons transferiert.
Nach einer einzigen Spielzeit wurde Snell am 20. November 2020 in einem drei Team Deal zu den Atlanta Hawks transferiert. In seiner einzigen Saison bei den Atlanta Hawks wurde er der einzige Spieler der jemals eine 50 % Dreier Quote, eine 50 % Wurf Quote vom Feld und 100 % Quote aus Freiwürfen über eine ganze Saison erreicht hat.

## Karriere-Statistiken

### NBA

#### Reguläre Saison
| Saison  | Team                   | GP  | GS  | MPG  | FG % | 3P % | FT %  | RPG | APG | SPG | BPG | PPG |
| ------- | ---------------------- | --- | --- | ---- | ---- | ---- | ----- | --- | --- | --- | --- | --- |
| 2013–14 | Chicago                | 77  | 12  | 16.0 | .384 | .320 | .756  | 1.6 | 0.9 | 0.4 | 0.2 | 4.5 |
| 2014–15 | Chicago                | 72  | 22  | 19.6 | .429 | .371 | .800  | 2.4 | 0.9 | 0.4 | 0.2 | 6.0 |
| 2015–16 | Chicago                | 64  | 33  | 20.3 | .372 | .361 | .909  | 3.1 | 1.0 | 0.3 | 0.3 | 5.3 |
| 2016–17 | Milwaukee              | 80  | 80  | 29.2 | .455 | .406 | .810  | 3.1 | 1.2 | 0.7 | 0.2 | 8.5 |
| 2017–18 | Milwaukee              | 75  | 59  | 27.4 | .435 | .403 | .792  | 1.9 | 1.3 | 0.6 | 0.4 | 6.9 |
| 2018–19 | Milwaukee              | 74  | 12  | 17.6 | .452 | .397 | .881  | 2.1 | 0.9 | 0.3 | 0.2 | 6.0 |
| 2019–20 | Detroit                | 59  | 57  | 27.8 | .445 | .402 | 1.000 | 1.9 | 2.2 | 0.5 | 0.3 | 8.0 |
| 2020–21 | Atlanta                | 47  | 23  | 21.1 | .515 | .569 | 1.000 | 2.4 | 1.3 | 0.3 | 0.2 | 5.3 |
| 2021–22 | Portland / New Orleans | 53  | 12  | 15.5 | .404 | .352 | 1.000 | 1.9 | 0.5 | 0.3 | 0.2 | 3.5 |
| Gesamt  | Gesamt                 | 601 | 310 | 21.8 | .431 | .394 | .846  | 2.3 | 1.1 | 0.4 | 0.2 | 6.1 |

#### Play-offs
| Saison  | Team      | GP | GS | MPG  | FG % | 3P % | FT %  | RPG | APG | SPG | BPG | PPG  |
| ------- | --------- | -- | -- | ---- | ---- | ---- | ----- | --- | --- | --- | --- | ---- |
| 2013–14 | Chicago   | 5  | 0  | 9.2  | .222 | .000 | –     | 1.2 | 0.4 | 0.2 | 0.2 | .8   |
| 2014–15 | Chicago   | 11 | 0  | 12.7 | .341 | .333 | 1.000 | 1.5 | 0.5 | 0.0 | 0.3 | 3.9  |
| 2016–17 | Milwaukee | 6  | 6  | 30.8 | .500 | .516 | –     | 2.3 | 1.5 | 0.2 | 0.2 | 10.0 |
| 2017–18 | Milwaukee | 7  | 2  | 19.1 | .292 | .238 | –     | 1.9 | 0.6 | 0.4 | 0.6 | 2.7  |
| 2018–19 | Milwaukee | 9  | 0  | 3.1  | .333 | .500 | –     | 0.2 | 0.0 | 0.1 | 0.1 | 0.6  |
| 2020–21 | Atlanta   | 9  | 0  | 7.3  | .125 | .091 | –     | 0.6 | 0.2 | 0.2 | 0.1 | 0.6  |
| Gesamt  | Gesamt    | 47 | 8  | 12.7 | .350 | .330 | 1.000 | 1.2 | 0.5 | 0.2 | 0.2 | 2.9  |